# Mars One
Mars One è stato un progetto spaziale proposto e guidato dal ricercatore olandese Bas Lansdorp, il cui scopo era di stabilire una colonia permanente su Marte.

## Storia
Il piano prevedeva di inviare nell'orbita di Marte un satellite artificiale per le telecomunicazioni nel 2016 e, dopo alcuni altri passaggi intermedi, avrebbe dovuto inviare esseri umani per stabilire una colonia permanente nel 2025. Un nuovo gruppo di astronauti sarebbe dovuto arrivare ogni due anni e per essi il viaggio sarebbe stato di sola andata, senza possibilità di ritorno alla Terra. Il progetto era sostenuto dal fisico Premio Nobel Gerard 't Hooft. e tra le persone che si erano candidate a far parte del gruppo vi era anche il fisico teorico Carlo Rovelli.
Tuttavia diversi scienziati ed enti, tra cui il MIT, Chris Welch, direttore della International Space University, o gli ex-astronauti Buzz Aldrin e Ulrich Walter, criticarono fortemente la fattibilità del progetto a causa di varie problematiche che riguardavano gli aspetti tecnici, medici e finanziari.
Con il passare del tempo lo scetticismo andò via via aumentando, le critiche presero nettamente il sopravvento e diversi media riportarono dichiarazioni e articoli di esperti che sostenevano che il progetto fosse solo una grande truffa televisiva e commerciale.
Alcuni giornalisti di un quotidiano cinese scoprirono che il quartier generale di Mars One era un ufficio affittato da Lansdord ad Amersfoort, senza nessuna insegna, con solo qualche tavolo al suo interno.
L'astrofisico Joseph Roche, uno dei cento selezionati, raccontò alcuni dettagli sul modo di selezionare gli astronauti, confessando di non aver mai incontrato nessuno di Mars One e delle conversazioni avvenute al massimo con qualche sconosciuto tramite Skype, di pochi minuti. Lo stesso Roche affermò che la selezione dei candidati avveniva in particolar modo attraverso la maggior vendita di gadget (es. magliette e altro), che facevano guadagnare supporter points, affermando inoltre che i volontari erano solo 2761, e non oltre 200.000 come affermato dagli organizzatori. Anche il premio nobel Gerard 't Hooft, forte sostenitore del programma in precedenza, iniziò a nutrire seri dubbi sull'ottimismo della missione e dei tempi necessari per portare l'uomo su Marte.
Nell'ottobre del 2014 gli esperti del Massachusetts Institute of Technology (Mit) di Boston bocciarono il piano della missione per i troppi errori di calcolo e di previsione. Secondo questi esperti, i coloni avrebbero avuto al massimo 68 giorni di vita prima di morire per asfissia.
Alla fine del 2016 venne annunciato che il primo sbarco di umani su Marte sarebbe stato posticipato dal 2027 al 2031.
All'inizio del 2019 un giudice ha dichiarato il fallimento della società, interrompendo ogni speranza di continuazione del progetto.

## Reality TV show
Mars One tentò di assicurarsi sponsor e investitori rendendo l'intera impresa un reality show, con la prospettiva di far scegliere gli astronauti dal pubblico I costi per inviare i primi quattro astronauti su Marte si sarebbero aggirati intorno ai 6 miliardi di dollari americani, circa 4,8 miliardi di €. Mars One aveva identificato alcuni potenziali fornitori, quali SpaceX, per ottenere tutti i componenti tecnici necessari alla missione; aveva affermato inoltre che i costi della missione sarebbero stati minimizzati grazie alla formula del viaggio di sola andata. Permettere agli astronauti di ritornare da Marte avrebbe richiesto tempi più lunghi e risorse economiche molto maggiori.

## Piano iniziale della missione

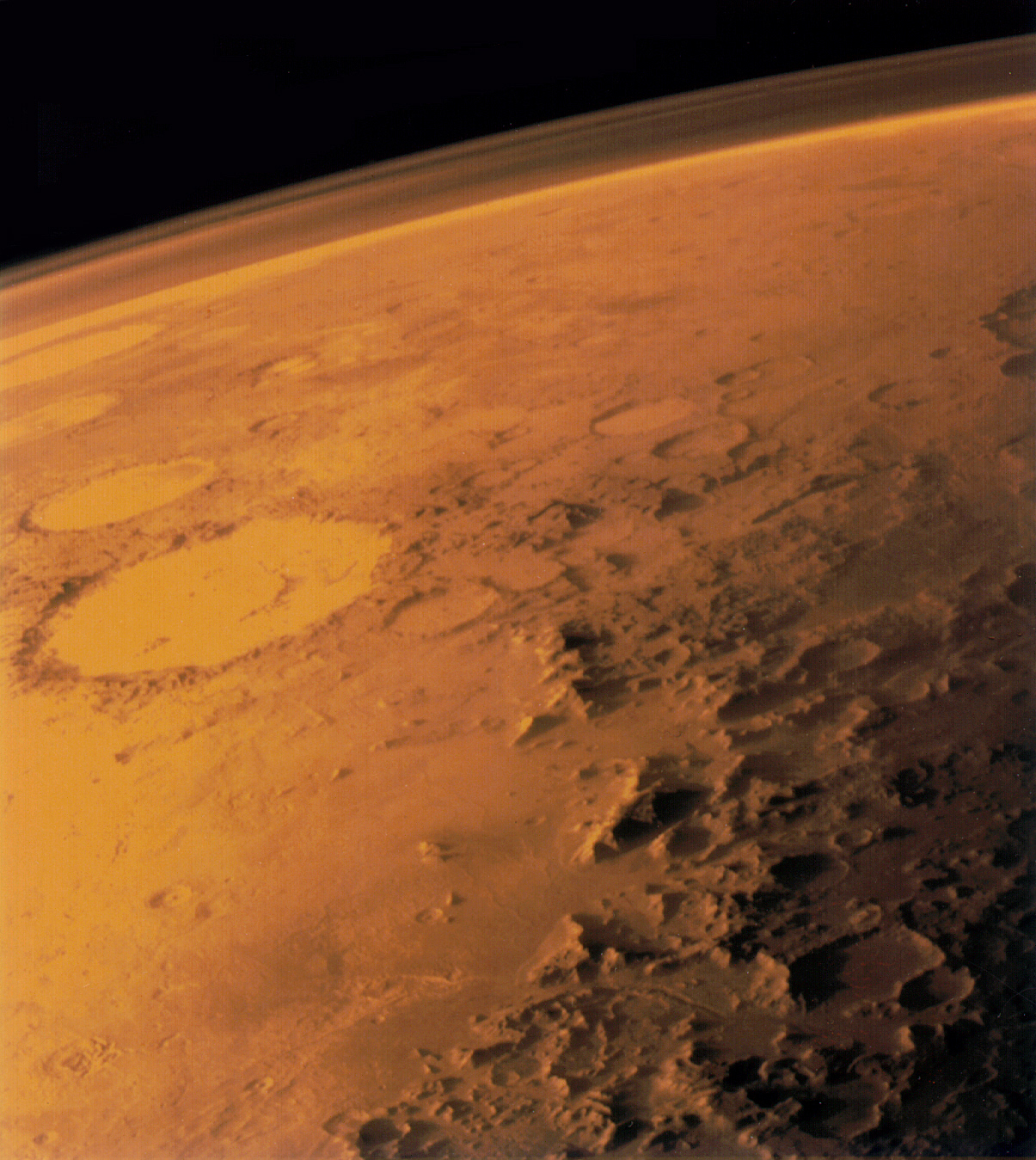
Il sottile strato atmosferico di Marte è visibile sull'orizzonte.

Mars One aveva ipotizzato di stabilire la prima colonia umana permanente su Marte. Secondo le tempistiche annunciate, il primo gruppo di quattro astronauti avrebbe dovuto raggiungere Marte nel 2025, dopo sette mesi di viaggio dalla Terra. Ulteriori gruppi di astronauti avrebbero dovuto raggiungere la colonia ogni due anni supponendo dunque, entro il 2035, di avere venti persone residenti ed operative su Marte.
Di seguito, le tappe della missione così come ipotizzate prima del fallimento del progetto:
- 2015: selezione dei primi 40 astronauti[21] e costruzione di un modello in scala della colonia per garantire l'addestramento.
- 2020: produzione del primo satellite per le comunicazioni e lancio di un modulo di atterraggio su Marte per dimostrare l'affidabilità delle tecnologie-chiave.
- 2022: lancio di un rover per determinare l'ubicazione ottimale della colonia.
- 2024: una missione di approvvigionamento avrebbe dovuto lanciare 2500 kg di cibo in un veicolo spaziale modificato SpaceX Dragon.
- 2025: lancio di altre sei capsule Dragon e di un ulteriore rover. Le capsule Dragon sarebbero dovute essere così suddivise: due unità di sussistenza, due unità di supporto vitale e due unità di rifornimenti.
- 2026: un razzo Falcon Heavy della SpaceX avrebbe dovuto lanciare su Marte il primo gruppo di quattro coloni.
- 2031: atterraggio su Marte dei primi coloni a bordo di una capsula Dragon.[16]
- ?: partenza del secondo equipaggio di quattro coloni.
- ?: arrivo del secondo gruppo su Marte.
- ?: completamento del progetto con la base abitata dal numero finale di venti coloni.

Il sito ufficiale di Mars One affermava che la missione era stata pianificata nel 2011. Gli organizzatori affermavano di aver indagato la realizzabilità dell'impresa insieme a specialisti e organizzazioni esperte del settore e discusso con esse gli aspetti finanziari, psicologici ed etici della missione.